# Systropha
Genre
Systropha est un genre d'abeille de la famille des Halictidae.

## Espèces rencontrées en Europe
- Systropha chrysura Perez 1905
- Systropha curvicornis (Scopoli 1770)
- Systropha grandimargo Perez 1905
- Systropha planidens Giraud 1861

## Listes des espèces
Selon Catalogue of Life (10 mai 2019) :
- Systropha aethiopica Friese, 1911
- Systropha alfkeni (Brauns, 1926)
- Systropha androsthenes Baker, 1996
- Systropha arnoldi Friese, 1922
- Systropha bispinosa Friese, 1914
- Systropha curvicornis (Scopoli, 1770)
- Systropha diacantha Baker, 1996
- Systropha difformis Smith, 1879
- Systropha glabriventris Friese, 1922
- Systropha hirsuta Spinola, 1839
- Systropha inexspectata Ebmer, 1994
- Systropha iranica Popov, 1967
- Systropha kazakhstaniensis Patiny, 2004
- Systropha krigei Brauns, 1926
- Systropha macronasuta Strand, 1911
- Systropha maroccana Warncke, 1977
- Systropha martiali Patiny & Michez, 2007
- Systropha norae Patiny, 2004
- Systropha pici Pérez, 1895
- Systropha planidens Giraud, 1861
- Systropha popovi Ponomareva, 1967
- Systropha punjabensis Batra & Michener, 1966
- Systropha rhodesiensis Friese, 1922
- Systropha ruficornis Morawitz, 1880
- Systropha tadjika Warncke, 1992
- Systropha tropicalis Cockerell, 1911
- Systropha ugandensis Cockerell, 1931
- Systropha villosa Ebmer, 1978